# 낙양의 길
"낙양의 길"는 한국에서 제작된 천한수 감독의 1929년 드라마 영화이다. 김영월 등이 주연으로 출연하였다.

## 출연

### 주연
- 김영월
- 김난주
- 김난옥